# Michał I (metropolita kijowski)
Michał – prawosławny metropolita kijowski i święty prawosławny. Historyczność jego postaci jest kwestionowana.
W tradycji prawosławnej, ustalonej w XVI stuleciu, metropolita Michał był pierwszym zwierzchnikiem metropolii kijowskiej, działającym za rządów Włodzimierza Wielkiego i skierowanym do Kijowa w celu przeprowadzenia chrztu Rusi. Źródłem tradycji był tzw. ustaw cerkiewny Włodzimierza I, pochodzący z XII–XIII w., w którym Michał został wymieniony jako hierarcha działający w epoce Włodzimierza Wielkiego. Z kolei autorzy ustawu zasugerowali się zawartym w Powieści minionych lat pod datą 988 pouczeniem o wierze chrześcijańskiej, będącym skróconym przekładem wyznania wiary autorstwa Michała Synkellosa. Spisujący ustaw błędnie przyjęli, iż tekst ten powstał specjalnie dla Włodzimierza i został spisany przez pierwszego metropolitę kijowskiego.
Metropolita Michał pojawia się jako pierwszy zwierzchnik Kościoła na Rusi w Latopisie Joakimowskim, gdzie opisano go jako Syryjczyka. Istnieją również źródła przypisujące mu pochodzenie bułgarskie lub serbskie. Michał miał przeprowadzić chrzest Rusinów, kilkakrotnie podróżować poza Kijów w celu głoszenia chrześcijaństwa oraz pobłogosławić budowę szeregu świątyń, w tym cerkwi Dziesięcinnej w Kijowie. W latach 990 i 991 metropolita miał udać się z wizytą duszpasterską do Nowogrodu i Rostowa, gdzie wzniósł pierwszą cerkiew i wyznaczył miejscowego biskupa. Michał miał umrzeć w Kijowie w 992; w ławrze Peczerskiej znajdują się przypisywane mu relikwie.
Zdaniem Antoniego Mironowicza istnienie metropolity Michała (jak również wymienianego w latopisach jako jego następca Leoncjusza) jest mało prawdopodobne i za pierwszego metropolitę kijowskiego należy uważać Teofilakta (który zdaniem wymienionego autora pełnił urząd od 988 do ok. 1018). Teofilakta jako metropolitę kijowskiego działającego w wymienionym okresie wskazuje również Natalia Jakowenko.